# الخيمة (القفر)

تعديل مصدري - تعديل

الخيمة محلة تابعة لقرية الجماهرة، التابعة لعزلة بني ساوي بمديرية القفر إحدى مديريات محافظة إب في الجمهورية اليمنية، بلغ تعداد سكانها 45 حسب تعداد اليمن لعام 2004.